# Bijelo vraničko zvonce
Bijelo vraničko zvonce ili Vraničko zvonce (lat. Edraianthus niveus) je bosanskohercegovački biljni endem iz porodice Zvončikovki, a raste jedino na planinama Vranici (Ločika, Krstac), Zec-planini i Vitreuši.
Ovu biljku prvi je otkrio i opisao austrijski botaničar Beck koji je istraživao floru BiH.

## Vanjske poveznice
|  | Zajednički poslužitelj ima još gradiva o temi Edraianthus niveus |
|  | Wikivrste imaju podatke o taksonu Edraianthus niveus             |